# K7리그 원주
K7리그 원주(K7 League Wonju)는 대한민국 강원특별자치도 원주시에서 진행되는 축구 대회이다.

## 역사
2017년에 '디비전7 원주시 리그'라는 이름으로 시작되었다. 2017년 시즌부터 단일 권역으로 6개 선수단이 참가하고 있다. 2017년 시즌부터 2018년 시즌까지 70분(전·후반 각 35분) 경기로 진행되었다.

## 시즌별 결과
| 시즌   | 권역 | 선수단 | 우승         | 준우승         | 승격                        |
| ------ | ---- | ------ | ------------ | -------------- | --------------------------- |
| 2017년 | 1개  | 6팀    | 원주 하늘 FC | 원주 파랑새 FC | 원주 파랑새 FC 원주 하늘 FC |
| 2018년 | 1개  | 6팀    |              |                |                             |

## 같이 보기
- K7리그